# ロナルド・クリクトン
ロナルド・クリクトン（Ronald Crichton 1913年12月28日 - 2005年11月16日）は、1960年年代、1970年代に『フィナンシャル・タイムズ』紙で音楽評論家を務めた。アーン伯爵の子孫である。『タイムズ』紙に掲載された死亡記事では「芸術に関するあらゆる事柄について書いて、話すことができた残り少ない教養ある官吏の学派のひとりだった」と評されている。

## 教育と初期キャリア
クリクトンはノース・ヨークシャーのスカーブラに生まれた。父はチャールズ・ウィリアム・ハリー・クリクトン大佐（1872年-1958年）、母は貴族であるダウン子爵の子孫、ユースタス・ヘンリー・ダウンの娘のドロシー・モード（1959年没）であった。ラドリー・カレッジで学び、オックスフォード大学クライスト・チャーチではフランス語を専攻したが、まだ創設間もない大学のオペラクラブでオペラに出会うことになった。彼はクラブを説き伏せ、1934年11月にモードリン・カレッジでラモーの『カストールとポリュックス』の英国初演を実現させた 。
オックスフォード大学卒業後はアングロ＝フランス芸術旅行協会の書記となる。同協会ではフランスの劇場会社のイギリス訪問を手配することが可能だった。最も特筆されるのは1938年のコメディ・フランセーズによるサヴォイ劇場来訪である。

## バレエ
クリクトンは振り付け師のアンドレー・ハワードの最も著名なバレエ『La fête étrange』（1940年）を彼女と共同制作しており、同作品はロンドンのアーツ劇場でロンドン・バレエによって初演された。アラン＝フルニエの小説『グラン・モーヌ』に立脚しながらも、クリクトンはリブレット作成にあたって大幅に手を入れ、さらにガブリエル・フォーレのピアノ曲と歌曲から6作品を選んで総譜に用いた（ガイ・ウォラックがオーケストレーションを施した）。この作品は1958年にロイヤル・バレエに取り上げられて以降、これまでに数多くの上演が行われている。

## 音楽評論
大戦期にイギリスとギリシャで従軍した後、ブリティッシュ・カウンシルへ籍を置いたクリクトンはその後の20余年にわたりギリシャ、ベルギー、西ドイツ、ロンドンで働いた。1960年代初頭にフリーランスの物書きをはじめ、1967年には『フィナンシャル・タイムズ』紙に常勤の評論家として入局、1972年にアンドリュー・ポーターの後任として首席評論家のポストに就いた。1978年に同紙を退職している。彼はまた『オペラ』誌や『ダンシング・タイムズ』誌にも寄稿し、マヌエル・デ・ファリャとエセル・スマイスの作品に関する書籍を編集、ファリャに関するBBC音楽ガイドを執筆（1992年）、『ニューグローヴ世界音楽大事典』（1979年）と『新グローヴオペラ事典』（1992年）にも記事を書いている。
クリクトンは晩年をパートナーのフアン・ソリアーノと共に過ごし、イーストボーンやソリアーノの出身地であるバルセロナで暮らした。2005年にバルセロナ市から北に25マイル程度の場所に位置するアレニス・デ・マルで91年の生涯を閉じた。この時彼はフランスのオペラ史に関する仕事を手掛けていた。